# Liste der Baudenkmale in Rühstädt
In der Liste der Baudenkmale in Rühstädt sind alle Baudenkmale der brandenburgischen Gemeinde Rühstädt und ihrer Ortsteile aufgelistet. Grundlage ist die Veröffentlichung der Landesdenkmalliste mit dem Stand vom 31. Dezember 2020.

## Baudenkmale
In den Spalten befinden sich folgende Informationen:
- ID-Nr.: Die Nummer wird vom Brandenburgischen Landesamt für Denkmalpflege vergeben. Ein Link hinter der Nummer führt zum Eintrag über das Denkmal in der Denkmaldatenbank. In dieser Spalte kann sich zusätzlich das Wort Wikidata befinden, der entsprechende Link führt zu Angaben zu diesem Denkmal bei Wikidata.
- Lage: die Adresse des Denkmales und die geographischen Koordinaten. Link zu einem Kartenansichtstool, um Koordinaten zu setzen. In der Kartenansicht sind Denkmale ohne Koordinaten mit einem roten beziehungsweise orangen Marker dargestellt und können in der Karte gesetzt werden. Denkmale ohne Bild sind mit einem blauen bzw. roten Marker gekennzeichnet, Denkmale mit Bild mit einem grünen beziehungsweise orangen Marker.
- Bezeichnung: Bezeichnung in den offiziellen Listen des Brandenburgischen Landesamtes für Denkmalpflege. Ein Link hinter der Bezeichnung führt zum Wikipedia-Artikel über das Denkmal.
- Beschreibung: die Beschreibung des Denkmales
- Bild: ein Bild des Denkmales und gegebenenfalls einen Link zu weiteren Fotos des Baudenkmals im Medienarchiv Wikimedia Commons

### Abbendorf
| ID-Nr.   | Lage                                       | Bezeichnung                                              | Beschreibung | Bild                                                     |
| -------- | ------------------------------------------ | -------------------------------------------------------- | --- | -------------------------------------------------------- |
| 09160547 | Abbendorfer Dorfstraße (Lage)              | Gedenkstein „Unbeugsam im Kampf um Frieden und Freiheit“ | Das Denkmal auf dem Dorfplatz erinnert an Zwangsarbeiter, die zwischen 1937 und 1940 zu Arbeiten bei der Regulierung der Havekmündung verpflicht worden waren.                                           | Gedenkstein „Unbeugsam im Kampf um Frieden und Freiheit“ |
| 09160545 | Abbendorfer Dorfstraße/Zuckerwinkel (Lage) | Dorfkirche                                               | Die evangelische Kirche stammt aus dem Mittelalter. Im 15. Jahrhundert wurde die Kirche im Barock erneuert. Der Turm aus Fachwerk wurde im Jahre 1852 erneuert. Der Altaraufsatz ist aus dem Jahre 1680. | weitere Bilder                                           |
| 09160546 | Haverländer Straße (Lage)                  | Gedenkstein für Freiherr vom Stein, vor Nr. 1            | | BW                                                       |
| 09160885 | Zuckerwinkel 2 (Lage)                      | Gehöft, bestehend aus Wohnhaus und Scheune               | | Gehöft, bestehend aus Wohnhaus und Scheune               |

### Bälow
| ID-Nr.   | Lage                         | Bezeichnung                     | Beschreibung                                                                              | Bild                            |
| -------- | ---------------------------- | ------------------------------- | ----------------------------------------------------------------------------------------- | ------------------------------- |
| 09160548 | Bälower Dorfstraße (Lage)    | Dorfkirche                      | Die evangelische Kirche wurde in den Jahren 1914/15 vom Kgl. Baurat Georg Büttner erbaut. | weitere Bilder                  |
| 09161265 | Bälower Dorfstraße 15 (Lage) | Wohnhaus                        |                                                                                           | Wohnhaus                        |
| 09161267 | Bälower Dorfstraße 18 (Lage) | Wohnhaus mit Wirtschaftsgebäude |                                                                                           | Wohnhaus mit Wirtschaftsgebäude |

### Gnevsdorf
| ID-Nr.   | Lage                             | Bezeichnung | Beschreibung | Bild           |
| -------- | -------------------------------- | ----------- | ------------ | -------------- |
| 09160550 | Gnevsdorfer Dorfstraße (Lage)    | Kapelle     |              | weitere Bilder |
| 09160549 | Gnevsdorfer Dorfstraße 25 (Lage) | Wohnhaus    |              | Wohnhaus       |

### Rühstädt
| ID-Nr.            | Lage                               | Bezeichnung | Beschreibung | Bild                                                                  |
| ----------------- | ---------------------------------- | --- | --- | --------------------------------------------------------------------- |
| 09160541 Wikidata | Rühstädter Dorfstraße (Lage)       | Dorfkirche | Die evangelische Kirche stammt im Ursprung aus dem 13. Jahrhundert. Im Jahr 1752 wurde die Kirche umgebaut und der Westturm errichtet. Im Inneren ein spätgotischer Altar aus dem Anfang des 15. Jahrhunderts. | weitere Bilder                                                        |
| 09160857          | Am Brink 7 (Lage)                  | Gehöft, bestehend aus Wohnhaus, Wirtschaftsgebäude und Hofpflasterung                                                                        | | Gehöft, bestehend aus Wohnhaus, Wirtschaftsgebäude und Hofpflasterung |
| 09160542 Wikidata | Am Schloß 1, 3, Am Brink 14 (Lage) | Gutsanlage, bestehend aus Gutshaus (Schloss), Orangerie, Wasserturm („Storchenturm“), Speicher, zwei Wirtschaftsgebäuden, Mauer und Gutspark | | weitere Bilder                                                        |